# Gorka Márquez
Gorka Márquez (Bilbao, País Vasco, 4 de septiembre de 1990) es un bailarín de salón y coreógrafo español, más conocido por participar como bailarín profesional en el programa de baile británico Strictly Come Dancing de la BBC.

## Primeros años
Márquez comenzó a bailar con 12 años, representando a España en el Campeonato Mundial Latino de 2010, antes de llegar a las semifinales de la Copa Mundial de la Federación Mundial de Baile Deportivo de 2012. En 2014, se unió a la gira de danza en vivo Burn the Floor como uno de sus protagonistas, presentándose con la compañía de danza en todo el mundo.

## Carrera

### Strictly Come Dancing
En 2016, Márquez se convirtió en bailarín profesional en Strictly Come Dancing desde la decimocuarta temporada, donde tuvo como pareja a la actriz Tameka Empson, con quien fue eliminado en la tercera semana y ubicándose así en el decimocuarto puesto. Regresó en la quinta semana de la temporada para bailar con Anastacia como reemplazo del bailarín Brendan Cole, que no pudo bailar debido a una enfermedad. Para la decimoquinta temporada fue pareja de la cantautora y actriz Alexandra Burke, logrando llegar a la final y finalizando en el segundo puesto, detrás de los ganadores Joe McFadden y Katya Jones. Al siguiente año formó pareja con la presentadora Katie Piper para la decimosexta temporada, siendo ambos la tercera pareja eliminada de la competencia y quedando en el decimotercer puesto. Volvió a participar en el programa para la decimoséptima temporada, pero únicamente como bailarín de refuerzo, regresando como uno de los bailarines principales en la decimoctava temporada y teniendo como pareja a la actriz Maisie Smith, con quien logró llegar a la final y quedar en el segundo puesto, detrás de los ganadores Bill Bailey y Oti Mabuse.
En 2021, para la decimonovena temporada fue emparejado con la actriz de Coronation Street, Katie McGlynn, siendo la segunda pareja en ser eliminada y quedando en el decimocuarto puesto. Tuvo como pareja en la vigésima temporada a la presentadora Helen Skelton, logrando ser unos de los subcampeones de la competencia, perdiendo ante los ganadores Hamza Yassin y Jowita Przystał. En la vigesimoprimera temporada formó pareja con la presentadora Nikita Kanda, quedando ambos en el decimocuarto puesto al ser la segunda pareja eliminada del concurso. Para la vigesimosegunda temporada se le asignó como pareja a la doctora y personalidad televisiva Punam Krishan, siendo eliminados en la sexta semana y posicionándose en el undécimo puesto.
Márquez también formó parte de varios especiales del programa. Entre sus participaciones estuvieron los especiales de Navidad de 2016 con la cantante Frankie Bridge, de 2018 con la presentadora Caroline Flack, de 2019 con la actriz Gemma Atkinson, de 2023 con la cantante Keisha Buchanan y de 2024 con la modelo Vogue Williams. También participó en el especial de Children in Need de 2019 con la actriz Louisa Lytton.
| Temporada | Pareja             | Puesto | Promedio |
| --------- | ------------------ | ------ | -------- |
| 14        | Tameka Empson      | 14.º   | 27.67    |
| 15        | Alexandra Burke    | 2.º    | 36.44    |
| 16        | Katie Piper        | 13.º   | 17.50    |
| 18        | Maisie Smith       | 2.º    | 36.44    |
| 19        | Katie McGlynn      | 14.º   | 22.33    |
| 20        | Helen Skelton      | 2.º    | 34.00    |
| 21        | Nikita Kanda       | 14.º   | 19.00    |
| 22        | Dra. Punam Krishan | 11.º   | 22.83    |

- Temporada 14 con Tameka Empson

| Semana | Baile / Canción                        | Puntajes de los jueces | Puntajes de los jueces | Puntajes de los jueces | Puntajes de los jueces | Resultado       |
| Semana | Baile / Canción                        | C. R.                  | D. B.                  | L. G.                  | B. T.                  | Resultado       |
| ------ | -------------------------------------- | ---------------------- | ---------------------- | ---------------------- | ---------------------- | --------------- |
| 1      | Pasodoble / «Y viva España»            | 6                      | 6                      | 7                      | 7                      | Sin eliminación |
| 2      | Charlestón / «Yes Sir, That's My Baby» | 7                      | 7                      | 7                      | 8                      | Salvados        |
| 3      | Tango / «The Heat Is On»               | 6                      | 7                      | 7                      | 8                      | Eliminados      |

- Temporada 15 con Alexandra Burke

| Semana         | Baile / Canción                                           | Puntajes de los jueces | Puntajes de los jueces | Puntajes de los jueces | Puntajes de los jueces | Resultado       |
| Semana         | Baile / Canción                                           | C. R.                  | D. B.                  | S. B.                  | B. T.                  | Resultado       |
| -------------- | --------------------------------------------------------- | ---------------------- | ---------------------- | ---------------------- | ---------------------- | --------------- |
| 1              | Vals / «(You Make Me Feel Like) A Natural Woman»          | 5                      | 6                      | 6                      | 7                      | Sin eliminación |
| 2              | Pasodoble / «Ven a Bailar»                                | 9                      | 9                      | 9                      | 9                      | Salvados        |
| 3              | American smooth / «Wouldn't It Be Loverly»                | 8                      | 8                      | 8                      | 9                      | Salvados        |
| 4              | Jive / «Proud Mary»                                       | 9                      | 10                     | 10                     | 10                     | Salvados        |
| 5              | Samba / «Shape of You»                                    | 7                      | 8                      | 8                      | —                      | Salvados        |
| 6              | Tango / «Maneater»                                        | 9                      | 9                      | 9                      | 8                      | Salvados        |
| 7              | Chachachá / «I've Got the Music in Me»                    | 9                      | 10                     | 10                     | 10                     | Salvados        |
| 8              | Tango argentino / «Mi Confesión»                          | 9                      | 9                      | 10                     | 10                     | Salvados        |
| 9              | Quickstep / «The Gold Diggers' Song (We're in the Money)» | 9                      | 10                     | 10                     | 10                     | Salvados        |
| 10             | Rumba / «Halo»                                            | 7                      | 8                      | 8                      | 9                      | Dos últimos     |
| 10             | Maratón de Pasodoble / «España cañí»                      | 7 puntos extra         | 7 puntos extra         | 7 puntos extra         | 7 puntos extra         | Dos últimos     |
| 11             | Charlestón / «Supercalifragilisticexpialidocious»         | 9                      | 10                     | 10                     | 10                     | Dos últimos     |
| 12 (Semifinal) | Vals vienés / «Everybody Hurts»                           | 9                      | 10                     | 10                     | 10                     | Salvados        |
| 12 (Semifinal) | Salsa / «Finally»                                         | 10                     | 10                     | 10                     | 10                     | Salvados        |
| 13 (Final)     | American smooth / «Wouldn't It Be Loverly»                | 10                     | 10                     | 10                     | 10                     | Segundo puesto  |
| 13 (Final)     | Showdance / «There's No Business Like Show Business»      | 9                      | 10                     | 10                     | 10                     | Segundo puesto  |
| 13 (Final)     | Jive / «Proud Mary»                                       | 10                     | 10                     | 10                     | 10                     | Segundo puesto  |

- Temporada 16 con Katie Piper

| Semana | Baile / Canción                    | Puntajes de los jueces | Puntajes de los jueces | Puntajes de los jueces | Puntajes de los jueces | Resultado       |
| Semana | Baile / Canción                    | C. R.                  | D. B.                  | S. B.                  | B. T.                  | Resultado       |
| ------ | ---------------------------------- | ---------------------- | ---------------------- | ---------------------- | ---------------------- | --------------- |
| 1      | Vals / «When We Were Young»        | 4                      | 4                      | 4                      | 5                      | Sin eliminación |
| 2      | Pasodoble / «Confident»            | 2                      | 4                      | 3                      | 4                      | Salvados        |
| 3      | Foxtrot / «City of Stars»          | 5                      | 5                      | 6                      | 6                      | Salvados        |
| 4      | Jive / «Why Do Fools Fall in Love» | 3                      | 5                      | 5                      | 5                      | Eliminados      |

- Temporada 18 con Maisie Smith

| Semana                                                               | Baile / Canción                           | Puntajes de los jueces | Puntajes de los jueces | Puntajes de los jueces | Resultado       |
| Semana                                                               | Baile / Canción                           | C. R.                  | S. B.                  | M. M.                  | Resultado       |
| -------------------------------------------------------------------- | ----------------------------------------- | ---------------------- | ---------------------- | ---------------------- | --------------- |
| 1                                                                    | Samba / «Samba»                           | 8                      | 8                      | 8                      | Sin eliminación |
| 2                                                                    | Tango / «Midnight Sky»                    | 8                      | 9                      | 8                      | Salvados        |
| 3                                                                    | American smooth / «Into the Unknown»      | 8                      | 7                      | 9                      | Salvados        |
| 4                                                                    | Chachachá / «Girls Just Want to Have Fun» | 7                      | 8                      | 91                     | Dos últimos     |
| 5                                                                    | Salsa / «Better When I'm Dancin'»         | 9                      | 9                      | 91                     | Dos últimos     |
| 6                                                                    | Quickstep / «When You're Smiling»         | 9                      | 10                     | 10                     | Salvados        |
| 7                                                                    | Jive / «Little Shop of Horrors»           | 9                      | 10                     | 9                      | Salvados        |
| 8 (Semifinal)                                                        | Urbano / «Gettin' Jiggy wit It»           | 10                     | 10                     | 10                     | Salvados        |
| 8 (Semifinal)                                                        | Vals vienés / «A Thousand Years»          | 9                      | 10                     | 10                     | Salvados        |
| 9 (Final)                                                            | Samba / «Samba»                           | 9                      | 10                     | 10                     | Segundo puesto  |
| 9 (Final)                                                            | Showdance / «We Need a Little Christmas»  | 10                     | 10                     | 10                     | Segundo puesto  |
| 9 (Final)                                                            | Quickstep / «When You're Smiling»         | 9                      | 10                     | 10                     | Segundo puesto  |
| 1Puntaje dado por el juez invitado Anton du Beke en lugar de Mabuse. |                                           |                        |                        |                        |                 |

- Temporada 19 con Katie McGlynn

| Semana | Baile / Canción                    | Puntajes de los jueces | Puntajes de los jueces | Puntajes de los jueces | Puntajes de los jueces | Resultado       |
| Semana | Baile / Canción                    | C. R.                  | M. M.                  | S. B.                  | A. D.                  | Resultado       |
| ------ | ---------------------------------- | ---------------------- | ---------------------- | ---------------------- | ---------------------- | --------------- |
| 1      | Tango / «Black Hole»               | 6                      | 5                      | 5                      | 6                      | Sin eliminación |
| 2      | Jive / «Good 4 U»                  | 4                      | 6                      | 5                      | 6                      | Dos últimos     |
| 3      | American smooth / «Cruella de Vil» | 5                      | 7                      | 6                      | 6                      | Eliminados      |

- Temporada 20 con Helen Skelton

| Semana         | Baile / Canción                               | Puntajes de los jueces | Puntajes de los jueces | Puntajes de los jueces | Puntajes de los jueces | Resultado       |
| Semana         | Baile / Canción                               | C. R.                  | M. M.                  | S. B.                  | A. D.                  | Resultado       |
| -------------- | --------------------------------------------- | ---------------------- | ---------------------- | ---------------------- | ---------------------- | --------------- |
| 1              | American smooth / «You Send Me»               | 6                      | 7                      | 6                      | 7                      | Sin eliminación |
| 2              | Chachachá / «Rain on Me»                      | 5                      | 7                      | 7                      | 8                      | Salvados        |
| 3              | Vals vienés / «Hopelessly Devoted to You»     | 7                      | 8                      | 8                      | 8                      | Salvados        |
| 4              | Pasodoble / «Tamacun»                         | 6                      | 8                      | 7                      | 8                      | Salvados        |
| 5              | Charlestón / «Barnacle Bill»                  | 8                      | 9                      | 9                      | 9                      | Salvados        |
| 6              | Foxtrot / «Li'l Red Riding Hood»              | 7                      | 8                      | 8                      | 9                      | Salvados        |
| 7              | Jive / «Tightrope»                            | 9                      | 9                      | 9                      | 10                     | Salvados        |
| 8              | Salsa / «Despacito»                           | 8                      | 8                      | 8                      | 8                      | Salvados        |
| 9              | Quickstep / «Valerie»                         | 9                      | 10                     | 10                     | 10                     | Salvados        |
| 10             | Samba / «Eso Beso»                            | 5                      | 8                      | 8                      | 8                      | Salvados        |
| 11             | Jazz / «Mein Herr»                            | 9                      | 10                     | 10                     | 10                     | Salvados        |
| 12 (Semifinal) | Vals / «Only One Road»                        | 8                      | 9                      | 9                      | 9                      | Salvados        |
| 12 (Semifinal) | Tango argentino / «Here Comes the Rain Again» | 9                      | 10                     | 8                      | 10                     | Salvados        |
| 13 (Final)     | Jive / «Tightrope»                            | 9                      | 10                     | 10                     | 10                     | Segundo puesto  |
| 13 (Final)     | Showdance / «Shine»                           | 8                      | 10                     | 9                      | 10                     | Segundo puesto  |
| 13 (Final)     | Jazz / «Mein Herr»                            | 10                     | 10                     | 10                     | 10                     | Segundo puesto  |

- Temporada 21 con Nikita Kanda

| Semana | Baile / Canción                                 | Puntajes de los jueces | Puntajes de los jueces | Puntajes de los jueces | Puntajes de los jueces | Resultado       |
| Semana | Baile / Canción                                 | C. R.                  | M. M.                  | S. B.                  | A. D.                  | Resultado       |
| ------ | ----------------------------------------------- | ---------------------- | ---------------------- | ---------------------- | ---------------------- | --------------- |
| 1      | Vals / «Run to You»                             | 3                      | 5                      | 5                      | 5                      | Sin eliminación |
| 2      | Charlestón / «Single Ladies (Put a Ring on It)» | 3                      | 5                      | 5                      | 5                      | Dos últimos     |
| 3      | Jive / «Kids in America»                        | 4                      | 6                      | 5                      | 6                      | Eliminados      |

- Temporada 22 con la Dra. Punam Krishan

| Semana | Baile / Canción                           | Puntajes de los jueces | Puntajes de los jueces | Puntajes de los jueces | Puntajes de los jueces | Resultado       |
| Semana | Baile / Canción                           | C. R.                  | M. M.                  | S. B.                  | A. D.                  | Resultado       |
| ------ | ----------------------------------------- | ---------------------- | ---------------------- | ---------------------- | ---------------------- | --------------- |
| 1      | Chachachá / «Love at First Sight»         | 4                      | 5                      | 5                      | 5                      | Sin eliminación |
| 2      | Foxtrot / «Man! I Feel Like a Woman!»     | 4                      | 5                      | 4                      | 5                      | Salvados        |
| 3      | Urbano / «Bole Chudiyan»                  | 8                      | 9                      | 8                      | 8                      | Salvados        |
| 4      | Jive / «2 Be Loved (Am I Ready)»          | 4                      | 5                      | 5                      | 6                      | Salvados        |
| 5      | Vals vienés / «She's Always a Woman»      | 4                      | 6                      | 5                      | 6                      | Salvados        |
| 6      | Tango / «Sweet Dreams (Are Made of This)» | 6                      | 7                      | 6                      | 7                      | Eliminados      |

### Otros proyectos
En septiembre de 2018, Márquez anunció que impartiría clases y bailaría con Karen Hauer en la gira de baile Dancing With The Stars Weekends de 2024.
En 2024, se informó que Márquez formaría parte del jurado de la segunda temporada  de la versión española de Bailando con las estrellas.

## Vida personal
Márquez se comprometió con la actriz británica Gemma Atkinson el Día de San Valentín de 2021. Tienen dos hijos.